# Rosenborg Ballklub
Il Rosenborg Ballklub (nor. Club calcistico Rosenborg), meglio noto come Rosenborg, è una società calcistica norvegese con sede nell'omonimo sobborgo di Trondheim. Il Rosenborg è la squadra norvegese con il maggior numero di successi, con 26 campionati, 12 coppe nazionali e numerose partecipazioni ai trofei continentali. La squadra, comunemente nota in patria come Troillongan (Bambini del Troll), ha come colore sociale il bianconero e gioca le partite casalinghe al Lerkendal Stadion, il quale ha una capacità di 21.405 posti a sedere.
Il club fu fondato il 19 maggio 1917 con il nome di Odd, ma non gli fu concesso di giocare alcun campionato fino al 1927, quando cambiò il nome in quello attuale, Rosenborg. Nel corso della sua storia, il Rosenborg ha alternato alti e bassi, raggiungendo il suo periodo d'oro nel periodo tra il 1991 e il 2004 con la vittoria di 13 campionati consecutivi, 10 dei quali con alla guida tecnica Nils Arne Eggen, l'allenatore più vincente nella storia del calcio norvegese.
Il Rosenborg è anche uno dei membri associati dell'ECA (Associazione dei Club Europei), organizzazione nata in sostituzione del soppresso G-14 e costituita dai principali club calcistici del continente, riuniti in consorzio al fine di ottenere una tutela comune dei diritti sportivi, legali e televisivi di fronte alla FIFA.

## Storia

### I primi anni (1917-1959)
Il 19 maggio 1917 dodici giovani uomini, provenienti dal sobborgo Rosenborg di Trondheim, fondarono lo Sportsklubben Odd. Il nome Odd era un tributo all'Odds Ballklubb di Skien, la squadra di maggior successo in Norvegia all'epoca. Il neonato Odd nei suoi primi anni di vita fu costretto a giocare contro formazioni locali, prima di tentare a partecipare ad un campionato regionale nel 1920. Come accadde a gran parte delle squadre formatesi in quel periodo, l'Odd vide però ripetutamente negargli l'accesso. Poiché molti dei giocatori erano anche impegnati con le squadre più importanti del paese ma non solo, la Federazione Calcistica della Norvegia temeva che l'ammissione di squadre poco famose potesse provocare una mancanza di giocatori. Ma col passare degli anni i calciatori dell'Odd iniziarono a perdere fiducia nel progetto ed abbandonarono la squadra, tanto che nel 1923 essa giocò appena una partita.
Dal 1926 la gestione del club passò a nuovi membri, grazie ai cui sforzi l'Odd fu finalmente ammesso ai campionati regionali nel 1927, dieci anni dopo la sua fondazione. Un anno dopo la squadra era ormai pronta a fare il suo ingresso nella NFF, quando però questa si rifiutò di accogliere l'Odd, in quanto il nome risultava praticamente identico alla squadra di Skien. Il club quindi giunse il 26 ottobre 1928 a cambiare il nome in Rosenborg Ballklub, in onore all'omonima area residenziale di Trondheim, nella quale d'altronde esso era stato fondato.
Negli anni successivi il Rosenborg bazzicò per le serie regionali, quando nel 1931 arrivò l'inaspettata promozione in massima serie (un campionato diverso da quello attuale, in quanto a livello nazionale ancora non c'era alcuna competizione) e nel 1932 fu concesso ai bianconeri di Trondheim di giocare in Norgesmesterskapet (la coppa nazionale) per la prima volta. In questi anni iniziò a farsi strada il progetto del Lerkendal Stadion, che rimase comunque incompleto fino agli anni successivi alla seconda guerra mondiale.

### Gli anni dell'affermazione (1960-1968)
La squadra giovanile del Rosenborg è sempre stata una delle più prolifiche nel suo paese in termini di calciatori poi divenuti professionisti; essa conobbe negli anni 1950 una generazione di talenti che sarebbero stati poi gli artefici delle fortune del Rosenborg nel decennio successivo. Nel 1960 infatti la squadra raggiunse finalmente l'Eliteserien, il massimo livello del campionato locale. Nel 1960 arrivò anche il primo trofeo, una Norgesmesterskapet vinta dopo una serratissima finale proprio contro l'Odd, quello stesso club dal quale nel 1917 aveva preso nome e colori sociali. La prima finale del 23 ottobre terminò 3-3 ai supplementari, per cui fu necessario ripeterla una settimana dopo, il 30 ottobre, e stavolta il Rosenborg vinse 3-2, sempre ai supplementari. Il Rosenborg vinse la coppa un'altra volta nel 1964, stavolta per 2-1 in un'unica finale contro il Sarpsborg, ma nel frattempo retrocesse in 1. divisjon, dove militò dal 1963 al 1966.
Il Rosenborg riuscì a tornare nel massimo campionato nel 1967, anno cruciale nella sua storia. Guidato infatti da giocatori come Harald Sunde, Nils Arne Eggen (che sarebbe poi diventato l'allenatore norvegese più titolato) ed il talentuoso attaccante Odd Iversen, il club riuscì a vincere il suo primo campionato. Quell'anno Iversen fu capocannoniere con ben 17 gol in 18 partite, risultato ripetuto e addirittura migliorato la stagione successiva con ben 30 reti, che non riuscirono però ad evitare che la vittoria finale del campionato andasse al Lyn (che da allora non ha mai più vinto un titolo). Ormai comunque si era avviato quel processo che avrebbe visto il Rosenborg emergere e diventare una delle squadre più forti ed importanti del paese.
Tale processo di crescita portò in quegli anni i bianconeri di Trondheim a misurarsi anche sullo scenario europeo. In quanto vincitori della coppa nazionale nel 1964, essi infatti ottennero il diritto a partecipare alla Coppa delle Coppe 1965-1966. Tre anni dopo, invece, parteciparono alla Coppa dei Campioni d'Europa (predecessore dell'attuale Champions League) in quanto vincitori del campionato nazionale.

### Alti e bassi (1969-1987)

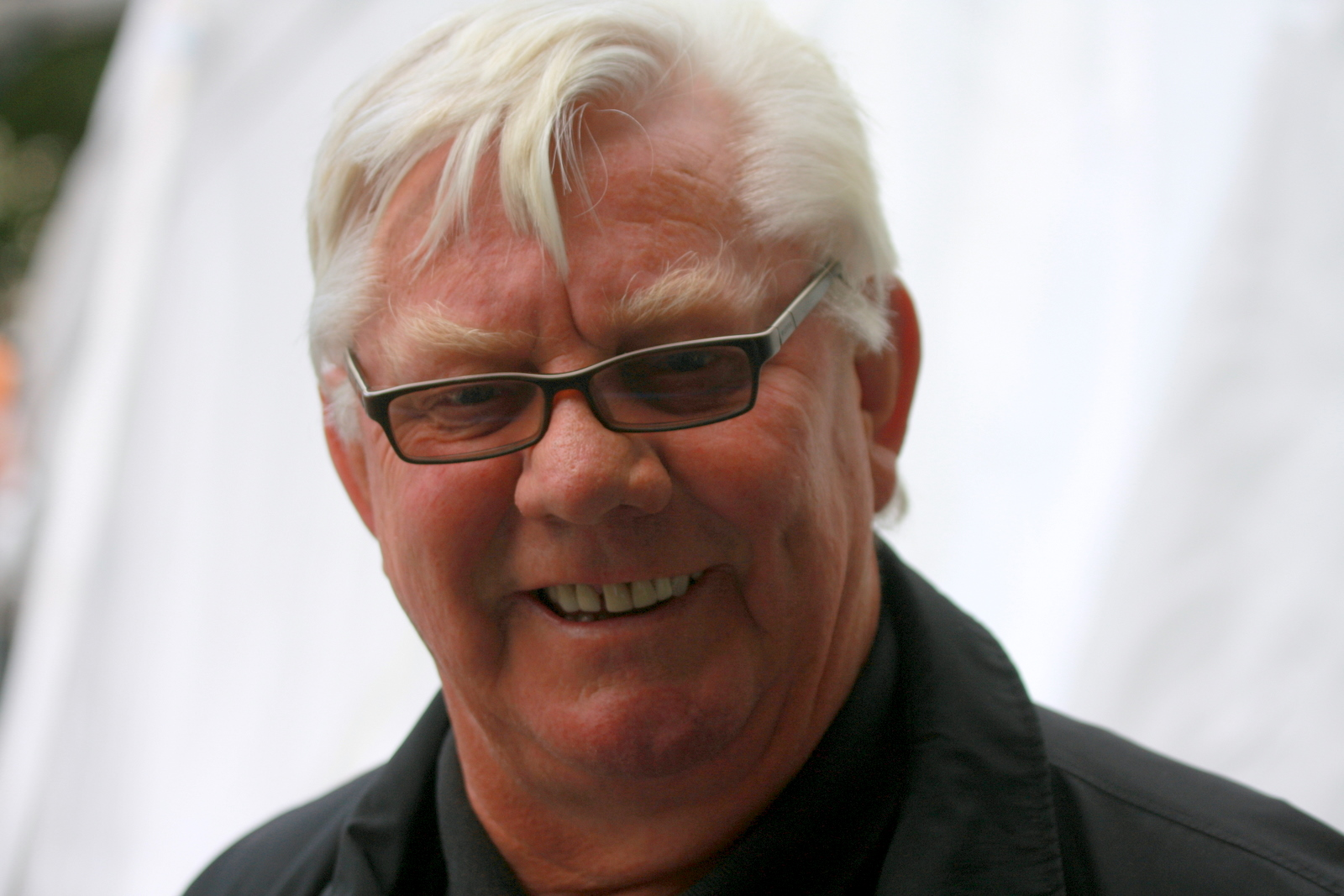
Nils Arne Eggen, al Rosenborg da giocatore prima e da allenatore poi per ben sei decenni diversi, tra gli anni 1960 e gli anni 2010.

Nel 1969 il Rosenborg ingaggiò come allenatore l'inglese George Curtis, il quale introdusse il modulo 4-4-2 ed una grande attenzione verso la tattica e l'organizzazione di gioco. I risultati non tardarono ad arrivare, con la squadra di Trondheim che si laureò campione nazionale per la seconda volta. Tuttavia, quell'anno vide anche la partenza dei due principali attaccanti (Odd Iversen e Harald Sunde), e questo provocò una fortissima difficoltà della squadra a segnare; di conseguenza, il Rosenborg nella stagione 1970 si classificò secondo alle spalle dello Strømsgodset non grazie all'attacco, che si rivelò essere il secondo peggiore di tutto il campionato con appena 15 reti, ma grazie ad una difesa granitica ed inespugnabile, che di reti ne subì solo 5, risultando di gran lunga la migliore del torneo. Curtis fu criticato per la mentalità troppo difensivista e quindi sostituito con l'appena ritirato Nils Arne Eggen, che ritornò ad uno stile di gioco più gradito dai tifosi. Questo fu il primo di ben quattro incarichi da allenatore di Eggen al Rosenborg, e si rivelò una scelta davvero ben fatta: egli vinse il primo dei sette double della storia del club, portando in bacheca sia il campionato che la coppa nazionale.
Tuttavia, questo non fu altro che l'inizio della fine del primo periodo d'oro della storia bianconera. Negli anni successivi, il Rosenborg perse due finali di coppa nazionale di fila (1972 e 1973). Tanti allenatori (incluso Eggen) furono assunti ed esonerati senza che la squadra subisse un minimo cambiamento, fin quando nella stagione 1977 la società pagò questi cambi troppo frequenti con l'umiliante ultimo posto in classifica (il penultimo guadagnò ben 11 punti in più) e la conseguente retrocessione.
Eggen fu quindi chiamato per la terza volta in panchina, sulla quale rimase dal 1978 al 1982, riportando con sé l'ormai trentacinquenne Odd Iversen. Un autentico ritorno al passato che permise al Rosenborg di risalire immediatamente nel massimo campionato. Nel 1979, nonostante Iversen fu per la quarta volta capocannoniere del torneo, il club si classificò al sesto posto. Nel 1982 l'attaccante si ritirò, ma la sua squadra aveva ormai da tempo perso la strada della gloria. Ma nella stagione 1985, dopo anni anonimi e senza trofei, il Rosenborg stupì tutti ed arrivò ad una vittoria finale inattesa, che giunse al termine dello scontro all'ultima giornata contro il Lillestrøm. Proprio i giallo-neri avevano la vittoria del campionato in pugno, ma furono sconfitti dai bianconeri che quindi vinsero la partita e si aggiudicarono il campionato.

### L'epoca d'oro (1988-2002)
Il 1985 segnò la rinascita del Rosenborg, che di lì a poco si sarebbe consacrato come squadra più forte di tutto il paese, portando il calcio norvegese ad alti livelli. Sul finire del decennio infatti gli sponsor investirono fortemente sulla squadra di Trondheim, la qual cosa convinse Eggen a tornare ancora una volta sulla panchina dei bianconeri dopo aver condotto nella stagione 1987 il Moss alla clamorosa conquista del suo primo e finora unico campionato. Con Egger arrivarono il secondo ed il terzo double nel 1988 e nel 1990.
Gli anni 1990 videro il dominio incontrastato del Rosenborg in patria. In forte contrasto con il gioco difensivista della Nazionale di calcio della Norvegia, la squadra di Eggen praticava un gioco altamente offensivo, molto apprezzato dai tifosi, ma anche frequentemente criticato al tempo. Il campionato cambiò il nome in Eliteserien nel 1991; dal 1992 al 2004 il Rosenborg vinse 13 campionati di fila e 4 coppe nazionali, calando la bellezza di altri quattro double (1992, 1995, 1999 e 2003).
In questi anni il Rosenborg partecipò più volte alla Champions League, diventando in breve tempo la squadra più ricca del paese, in grado di comprare giocatori sempre più forti e famosi, la qual cosa distrusse per l'intero decennio la concorrenza in Norvegia.

#### Le grandi avventure europee
Il Rosenborg ha partecipato alla fase a gironi della Champions League 11 volte in 13 anni tra il 1995 ed il 2007: otto di queste consecutivamente (dal 1995 al 2002), risultato record che durò fino al 2004, quando il Manchester United raggiunse la fase a gironi per la nona volta di seguito.
La squadra norvegese è riuscita in due occasioni a superare anche la prima fase a gironi. Nella Champions League 1996-1997 essa sembrava avviarsi ad un'uscita prematura a causa di tre sconfitte ed una vittoria in quattro partite, ma il Milan sprecò punti preziosi, e quindi dovette giocarsi il tutto per tutto nell'ultima giornata del girone a San Siro, proprio contro il Rosenborg. Quest'ultimo sconfisse gli italiani per 2-1 e si qualificò clamorosamente ai quarti di finale, eliminando proprio i rossoneri all'epoca allenati da Arrigo Sacchi. Si trattò però di una vittoria di Pirro, perché ai quarti il Rosenborg incontrò l'altra italiana in gara, la Juventus, dalla quale fu eliminato per 3-1 (1-1 a Trondheim e 2-0 a Torino). Invece, nella Champions League 1999-2000 passò al primo posto del Gruppo C nella prima fase a gironi, ma fu eliminato nella seconda fase a gironi, dove totalizzò appena un punto e si classificò quindi ultimo.

La formazione che superò il Milan a San Siro, ottenendo così la qualificazione ai quarti di finale della UEFA Champions League 1996-1997, tuttora il miglior piazzamento raggiunto dal Rosenborg in campo internazionale.

Tra le vittorie memorabili del Rosenborg vanno inclusi il 2-0 agli spagnoli del Real Madrid e il 5-1 ai greci dell'Olympiacos, entrambe risalenti alla Champions League 1997-1998 ma insufficienti a garantire la qualificazione del Rosenborg ai quarti di finale. Umilianti sconfitte invece il Rosenborg ha subito dalle squadre francesi: a tal proposito, vanno citati il 7-2 patito in casa del Paris Saint-Germain nella Champions League 2000-2001 ed il 5-0 patito in casa del Lione nella Champions League 2002-2003.
Il Rosenborg fallì la qualificazione alla fase a gironi nell'edizione successiva perché eliminato per 1-0 dagli spagnoli del Deportivo La Coruña, mentre tornò a qualificarsi nelle due edizioni successive. In particolare, la qualificazione del 2005 fu di salvezza ad una stagione disastrosa in patria, che mise fine al record di campionati vinti. Nel 2007 il Rosenborg raggiunse per l'ultima volta la fase a gironi della massima competizione continentale. Negli anni recenti il Rosenborg nelle coppe europee ha fatto brevi e sempre infruttuose comparse, che hanno fatto tornare il ranking del campionato norvegese ai livelli precedenti all'exploit europeo dei bianconeri di Trondheim.

### L'anno di transizione (2003)
Alla fine del 2002, Eggen scelse di ritirarsi al termine di una carriera ricca di successi. Egli fu sostituito da Åge Hareide, che aveva già condotto gli svedesi dell'Helsingborg e i danesi del Brøndby alla vittoria dei rispettivi campionati.
Hareide subito affermò che per portare il Rosenborg ad alti livelli anche in Europa era necessario un miglioramento delle abilità difensive perché il solo gioco spumeggiante in attacco non bastava nelle competizioni continentali. Sottolineò inoltre che era necessario un rinnovamento dell'età della rosa, visto che gran parte dei giocatori era invariata dall'inizio degli anni 1990. Di certo la continuità era stata una chiave importante per il successo, ma ora per il tecnico norvegese era necessario un cambiamento. Idee che sollevarono un vespaio di polemiche, e che tra l'altro provocarono il ritiro di Bent Skammelsrud, beniamino dei tifosi.
Polemiche che si placarono solo con la marcia trionfale della squadra in campionato, concluso con appena 3 sconfitte e ben 14 punti di vantaggio sugli inseguitori del Bodø/Glimt. Fu questo l'anno del settimo ed ultimo double, in quanto lo stesso Bodø/Glimt fu sconfitto anche in finale di coppa nazionale. Sebbene egli fallì la qualificazione ai gironi di Champions League, quello fu un anno trionfale per il Rosenborg che avrebbe continuato il suo percorso con Hareide, se questi non avesse accettato l'offerta di allenare la Nazionale di calcio della Norvegia.

### Anni difficili (2004-2005)
Con l'inaspettata partenza di Hareide al termine del 2003 la squadra non riuscì a portare a compimento i processi di rinnovamento iniziati proprio dal tecnico. A ciò si aggiunse anche l'aumento di interesse e di capitali economici per le squadre del campionato norvegese, che quindi iniziavano a puntare in alto. Il Rosenborg stesso non era più in grado di dominare le partite come in passato, e le vittorie diventavano pian piano sempre più sofferte.
I bianconeri vinsero infatti l'Eliteserien 2004 soltanto grazie ad un migliore attacco, perché terminarono il campionato a 48 punti e con una differenza reti di +18, numeri identici allo sfortunato Vålerenga che dovette quindi accontentarsi del secondo posto pur avendo giocato alla pari del Rosenborg. Quello fu comunque un segno della tempesta che stava per abbattersi sui ragazzi del successore di Hareide, Ola By Rise. Proprio quest'ultimo fu licenziato al termine della stagione, ritenuta fallimentare sia per la sudatissima vittoria sul Vålerenga sia per la magra figura fatta nel girone eliminatorio di Champions League 2004-2005 con appena 2 punti realizzati in sei partite. La società annunciò l'ennesimo ritorno di Nils Arne Eggen, stavolta nel ruolo di aiutante di Per Joar Hansen. Insieme ad Eggen, fecero parte dello staff tecnico anche altri ex-giocatori del panorama norvegese, tra cui Bjørn Hansen e Rune Skarsfjord.
Tutti segni della crisi e dello stato confusionale in cui era precipitato il Rosenborg, che per la prima parte della stagione 2005 ebbe un andamento disastroso, tanto da essere coinvolto nella lotta per evitare la retrocessione. La situazione ad agosto sembrava essere ormai compromessa, e prima Eggen e poi lo stesso Hansen rassegnarono le proprie dimissioni. Come successore, fu designato Per-Mathias Høgmo. Il primo mese di Høgmo fu caratterizzato da sconfitte imbarazzanti e sembrò relegare il Rosenborg ad una retrocessione ormai inevitabile, il tutto unito ad una prematura uscita dalla coppa nazionale. Ma nello sprint finale del campionato la squadra ritrovò orgoglio, forza e forma fisica e riuscì con fatica a raggiungere il settimo posto. Quell'anno il campionato lo vinse proprio quel Vålerenga battuto l'anno precedente sul filo di lana e che poté prendersi la rivincita interrompendo anche il record di campionati consecutivamente dal Rosenborg, che si fermò a 13. Si tratta comunque della terza miglior prestazione di tutti i tempi.

### Il periodo "post-europeo" (2006-2012)
I guai del Rosenborg continuarono però anche nella primavera del 2006. A metà stagione, il Brann conduceva il campionato con 10 punti di vantaggio sulla seconda. Høgmo lasciò l'incarico per malattia e la squadra fu quindi affidata a Knut Tørum. Ancora una volta il Rosenborg aveva cambiato allenatore in corso d'opera; stavolta, però, fu una scelta eccellente. Il Brann fu raggiunto e superato a due giornate dal termine. Il giorno del sorpasso fu in occasione dello scontro diretto a Bergen il 22 ottobre, ancora oggi enfaticamente ricordato come "il più grande scontro dopo la Battaglia di Stiklestad". La settimana successiva il Rosenborg sconfisse il Viking 4-1 in casa e con 6 punti di vantaggio ad una giornata dal termine diventò matematicamente campione di Norvegia per la ventesima volta. Contemporaneamente, Høgmo svelò che il motivo del suo congedo era stata la sindrome da burnout e affermò di voler abbandanonare per sempre il mondo del calcio. Di conseguenza, Tørum prolungò il suo contratto con il club. Le acque tornarono ad agitarsi però l'11 febbraio 2007, a poche settimane dall'inizio della nuova stagione, quando il general manager Rune Bratseth annunciò le sue dimissioni, citando tra le cause l'enorme pressione dei media sulla squadra. Fu sostituito a partire dal 1º agosto da Knut Torbjørn Eggen, figlio dell'ex-allenatore Nils Arne Eggen.
I buoni risultati del 2006 non furono ripetuti nella stagione successiva da Tørum che, anche a causa di rapporti difficili con il nuovo general manager, si dimise il 25 ottobre 2007. Fu sostituito pro tempore da Trond Henriksen per il resto della stagione, terminata al quinto posto.

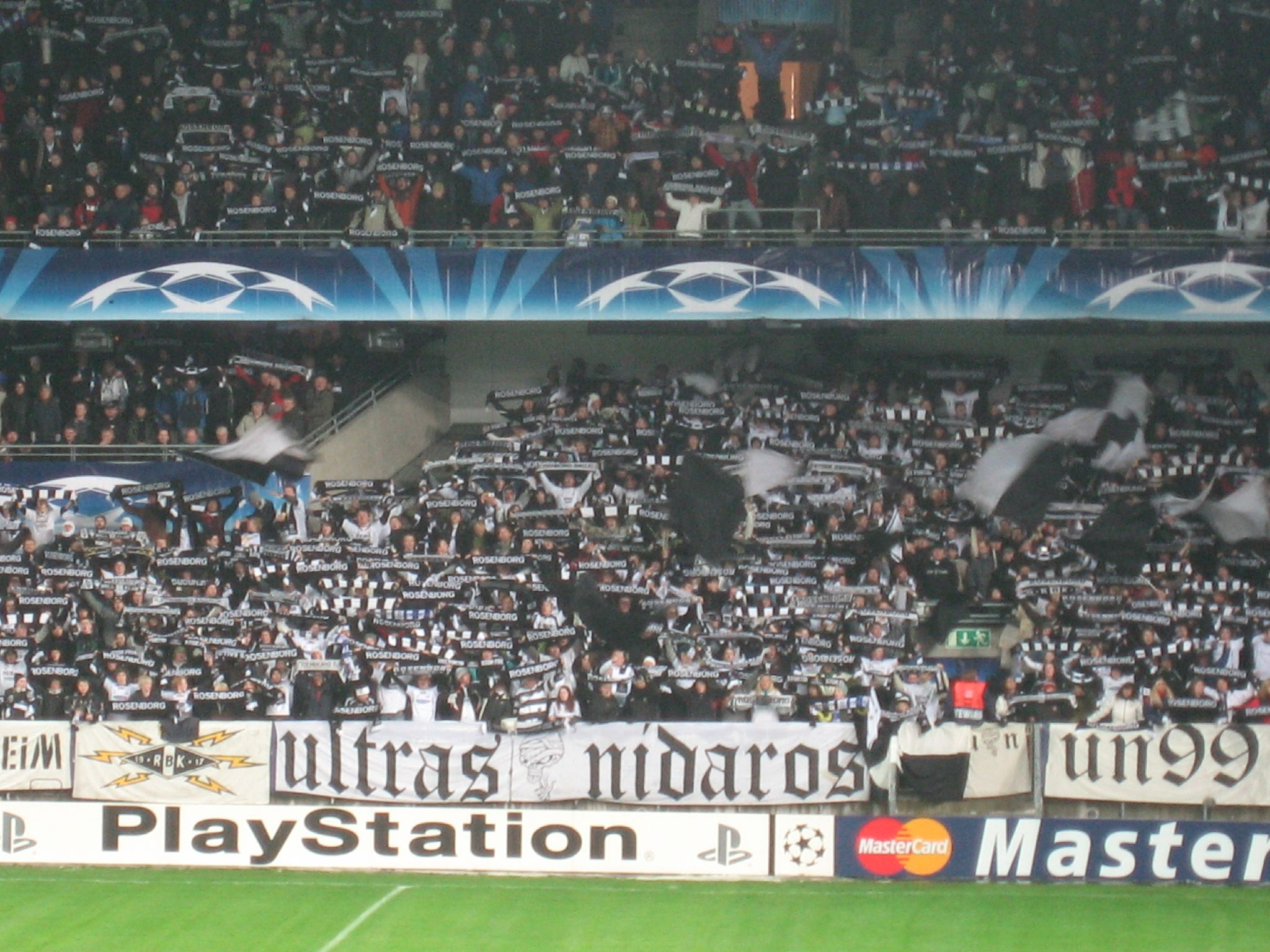
Una parte del Lerkendal Stadion in occasione di Rosenborg-Chelsea (0-4) del 28 novembre 2007, l'ultima partita di un girone di Champions League disputata a Trondheim.

Il Rosenborg però avrebbe voluto Trond Sollied come successore di Tørum. Sollied aveva già brevemente allenato i bianconeri nel 1998, prima di proseguire la sua carriera in Belgio. Dopo lunghe trattative, Sollied rifiutò l'incarico, accusando il Rosenborg di aver adottato un comportamento scorretto nei confronti degli allenatori negli ultimi anni. Il 28 dicembre la società annunciò il nuovo allenatore: si trattava dello svedese Erik Hamrén. Proprio quest'ultimo esordì sulla panchina bianconera il 1º giugno 2008, al termine naturale del suo contratto con i danesi dell'Aalborg. Il giorno prima, però, il 31 maggio, Knut Torbjørn Eggen annunciò le sue dimissioni da general manager. Si ipotizzò da più tardi che fosse stato lo stesso tecnico a chiedere l'allontanamento di Eggen per assumere il totale controllo della squadra. Il 27 luglio 2008 il Rosenborg diventò la prima squadra norvegese a superare il terzo turno in Coppa Intertoto battendo i belgi del NAC Breda per 2-1 tra andata e ritorno. Ciò permise al Rosenborg di accedere al secondo turno di Coppa UEFA 2008-2009, nella quale arrivò fino alla fase a gironi, venendo qui eliminato. Tuttavia, l'Intertoto andò al Braga che fu la squadra che andò più avanti nella Coppa UEFA. In campionato, invece, la squadra terminò con un quinto posto per il secondo anno di seguito, e ciò provocò un po' di malumore a Trondheim.
Davanti a questi risultati, Hamrén decise di compiere un calciomercato rivoluzionario, che ebbe in Rade Prica il suo colpo principale. I risultati sperati arrivarono, ed il Rosenborg vinse il campionato con 69 punti in totale, ben 13 in più degli inseguitori del Molde; quell'anno, lo Start fu l'unica squadra ad infliggere una sconfitta agli uomini di Hamrén in campionato, un 3-2 al Lerkendal Stadion a quattro giornate dalla fine. Tuttavia, il Molde pose fine prematuramente al cammino del Rosenborg in coppa nazionale, eliminandolo ai quarti di finale con un pesante 5-0.
Il 20 maggio 2010 arrivò l'ufficializzazione del nono incarico da allenatore del Rosenborg per Nils Arne Eggen, che andò a sostituire Erik Hamrén, ormai prossimo al passaggio sulla panchina della Nazionale di calcio della Svezia. L'ultima partita del tecnico svedese sulla panchina bianconera fu la vittoria per 2-1 in casa del Viking il 24 maggio. Esattamente cinque mesi dopo, il 24 ottobre, il Rosenborg si laureò per la 22ª volta campione di Norvegia sconfiggendo a Trondheim per 1-0 gli acerrimi rivali del Tromsø. Il 7 novembre la squadra di Eggen concluse l'Eliteserien con un pareggio per 2-2 con l'Aalesund, risultando quindi imbattuta in campionato a fine stagione.
Nel frattempo, il 26 luglio 2010 l'allenatore svedese Jan Jönsson firmò un contratto col club di Trondheim, valido però a partire dalla stagione successiva. La stagione 2011 terminò però con un terzo posto in campionato, un'eliminazione ai quarti di finale in coppa nazionale ed un mancato accesso ai gironi di Europa League 2011-2012 dopo essere stato a sua volta eliminato al terzo turno preliminare di Champions League 2011-2012; risultati che furono ritenuti dalla società insoddisfacenti così come quelli della stagione successiva e, pertanto, sufficienti a sollevare l'allenatore dal suo incarico il 7 dicembre 2012. Il percorso di Jönsson al Rosenborg si concluse quindi senza neanche un trofeo in bacheca.

### Ritorno alle origini (2013-presente)
In cerca di un nuovo tecnico, per il Rosenborg si presentò l'ipotesi di un ritorno di Per Joar Hansen, ma la notizia non fu ben accolta dai tifosi. Tra i principali motivi di questa contrarietà vi fu sicuramente la passata esperienza negativa ed un generale scetticismo su di lui come successore della pur infruttuosa panchina di Jönsson. Nonostante ciò, il 14 dicembre 2012 Hansen diventò ufficialmente il nuovo allenatore dei bianconeri con lo scopo di riportarli agli alti livelli dei decenni precedenti. La sua principale innovazione fu il passaggio dal 4-4-2 tipico del Rosenborg al più aggressivo 4-3-3 utilizzato negli anni novanta, cercando dunque di tornare alle origini di quel ciclo vincente. Ma le simpatie di cui godeva il tecnico di Namsos continuarono a diminuire quando la sua squadra riuscì a segnare appena tre gol nelle otto amichevoli precampionato. La situazione migliorò col passare del tempo, e a metà della stagione la squadra di Trondheim era ancora in corsa per la coppa nazionale, era secondo in campionato ed aveva superato il primo turno di qualificazione dell'Europa League 2013-2014 demolendo i nordirlandesi del Crusaders per un totale di 9-3 (vittorie per 2-1 a Belfast e per 7-2 a Trondheim).
Ma l'avventura europea era destinata a chiudersi di lì a poco, perché al turno successivo il Rosenborg fu eliminato clamorosamente e sorprendentemente dagli scozzesi del St. Johnstone. Il passaggio del turno fu deciso all'andata a Perth con il gol di Frazer Wright che regalò alla squadra di casa la vittoria per 1-0, mentre al ritorno in Norvegia non si andò oltre l'1-1. Di conseguenza, a passare fu la squadra allenata da Tommy Wright per un 2-1 complessivo. La marcia trionfale però continuò in campionato, fino alla scioccante sconfitta per 1-0 alla 23ª giornata in casa dei rivali del Tromsø che a fine stagione retrocederanno. Questa sconfitta si rivelò determinante per consegnare alla fine del campionato il titolo allo Strømsgodset (che vincerà con un solo punto di vantaggio), anche se secondo molti la causa fu principalmente un numero insufficiente di vittorie casalinghe.
Nemmeno il tempo di smaltire la delusione che un'altra doccia fredda arrivò nella finale di coppa, quando il Rosenborg fu sconfitto 4-2 in rimonta dal Molde. Questa avrebbe potuto essere la decima coppa nazionale vinta, dopo quella del 2003 ottenuta dopo il 3-1 ai danni del Bodø/Glimt.
Il club fa la sua comparsa nel calcio europeo durante le stagioni 2015-2016, 2017-2018 e 2018-2019, senza mai, però, riuscire a superare il proprio girone. Trionfa, con quattro giornate di anticipo, nell’Eliteserien 2018, guadagnandosi, inoltre, un posto per le qualificazioni della prossima Champions League.

## Colori e simboli
Le prime divise del Rosenborg risalgono al 1918 ed erano di colore blu con una striscia gialla sulla parte anteriore, mentre i pantaloncini erano bianchi. Gli attuali pantaloncini bianchi a strisce nere o viceversa (a seconda del campo dove si gioca), introdotti nel 1931, erano un altro tributo all'Odd. Infine, l'introduzione dello sponsor sulle maglie risale al 1971.

## Strutture

### Stadio

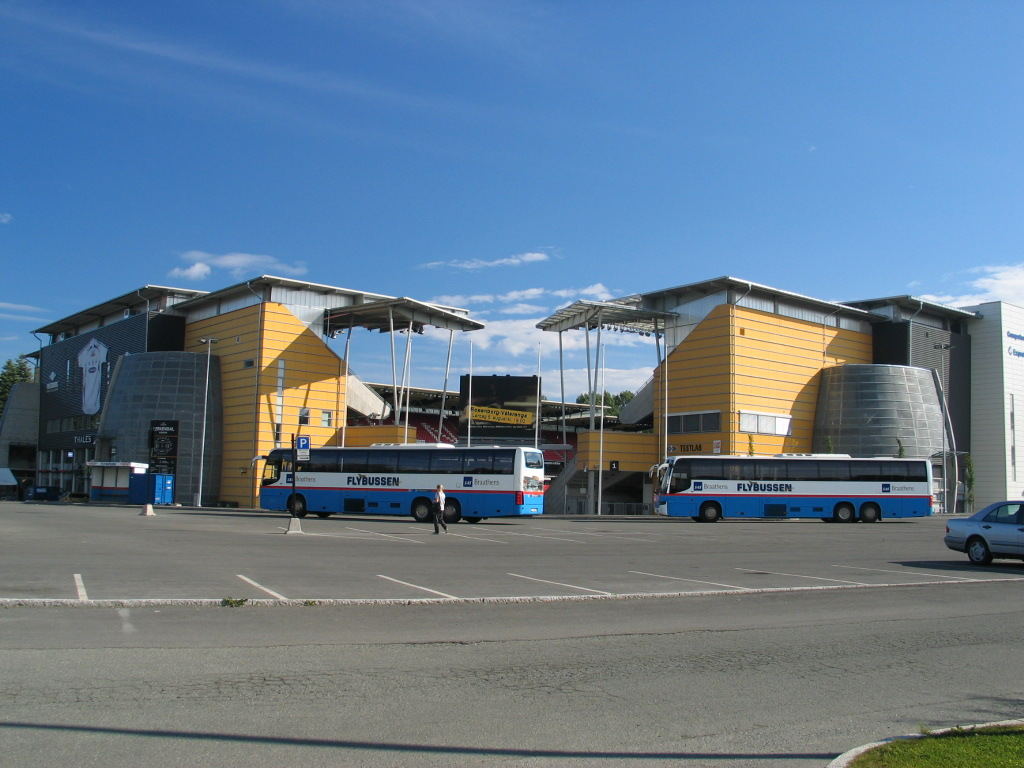
Due settori del Lerkendal Stadion dall'esterno.

Il Rosenborg gioca le sue partite casalinghe al Lerkendal Stadion, impianto situato nell'omonimo sobborgo di Trondheim, a circa 3 km a sud dal centro cittadino. Ha quattro tribune divise in tre livelli e aperte sugli angoli; esse ospitano fino a 21.166 spettatori. Lo stadio fa parte di un più ampio complesso atletico (Idrettspark in norvegese), comprendente anche tre campi di allenamento, di cui due a grandezza naturale: tra questi, uno è in erba sintetica. Gli uffici della società sono situati nei Brakka, edifici costruiti dai tedeschi durante la seconda guerra mondiale per essere usati come caserme.
Il Lerkendal Stadion fu inaugurato il 10 agosto 1947, diventando la più grande struttura sportiva di Trondheim, di possesso del comune. Tuttavia, le prime squadre ad usarlo furono il Freidig (che lo usò fino al 1964) ed il Kvik (che invece vi giocò fino al 2000). Il Rosenborg iniziò a giocare qui le partite casalinghe solo a partire dal 1957 e ad oggi è l'unica squadra a giocare ancora qui, sebbene nel 1984 e nel 1995 abbia ospitato addirittura tre squadre: il Rosenborg, il già citato Kvik e lo Strindheim. La prima grande ricostruzione dello stadio avvenne nei primi mesi del 1962, quando le gradinate in legno furono abbattute e sostituite con nuove tribune più resistenti, dotate anche di un tetto. L'impianto di illuminazione fu installato nel 1968 per permettere il regolare svolgimento delle competizioni europee secondo le norme della UEFA. Nel 1995 furono costruiti altri servizi per venire incontro a nuove richieste della UEFA. I lati corti dell'impianto furono definitivamente risistemati nel 2001, quelli lunghi nel 2002. Dopo gli ultimi interventi, il Rosenborg ha acquistato la stadio.
Il record ufficiale di maggior numero di tifosi allo stadio risale al 12 ottobre 1985 nella partita contro il Lillestrøm, con 28.569 spettatori. Essendo quella la partita finale e decisiva per la stagione, l'alta pressione dei tifosi costrinse gli addetti ai lavori ad aprire i cancelli: in questo modo non si ebbe la possibilità di sapere il vero numero di persone allo stadio.
Il campo di gioco è lungo 105 metri e largo 68.

## Società

### Staff amministrativo
- Presidente: Ivar Koteng.
- Direttore generale: Tove Moe Dyrhaug.
- Direttore sportivo: Stig Inge Bjørnebye.

## Allenatori e presidenti
Si riporta di seguito l'elenco dei presidenti (dal 2012) e degli allenatori (dal 1965) del Rosenborg ad oggi.
| Allenatori - 1965 - 1968: Knut Næss - 1969 - 1970: George Curtis (1 Eliteserien) - 1971: Nils Arne Eggen (1 Eliteserien e 1 Norgesmesterskapet) - 1972: Nils Arne Eggen e Tor Røste Fossen - 1973 - 1974: Tor Røste Fossen - 1975: Jan Christiansen - (fino al 27 agosto) 1976: George Curtis - (dal 27 agosto) 1976: Nils Arne Eggen - 1977: Bjørn Rime - 1978 - 1982: Nils Arne Eggen - 1983: Tommy Cavanagh - 1983: Harald Sunde - 1984 - 22 agosto 1985: Bjørn Hansen - (dal 22 agosto) 1985: Arne Dokken (1 Eliteserien) - (fino al 1º luglio) 1986: Torkild Brakstad - (dal 1º luglio) 1986 - 1987: Arne Dokken - 1988 - 1997: Nils Arne Eggen (8 Eliteserien e 4 Norgesmesterskapet) - 1998: Trond Sollied (1 Eliteserien) - 1999 - 2002: Nils Arne Eggen (4 Eliteserien e 1 Norgesmesterskapet) - 2003: Åge Hareide (1 Eliteserien e 1 Norgesmesterskapet) - (fino al 4 novembre) 2004: Ola By Rise - 4 novembre 2004 - 8 agosto 2005: Per Joar Hansen (1 Elitserien) - 8 agosto 2005 - 8 giugno 2006: Per-Mathias Høgmo - 8 giugno 2006 - 26 ottobre 2007: Knut Tørum (1 Eliteserien) - 26 ottobre 2007 - 31 maggio 2008: Trond Henriksen - 1º giugno 2008 - 25 maggio 2010: Erik Hamrén (1 Eliteserien) - 25 maggio 2010 - 31 dicembre 2010: Nils Arne Eggen (1 Eliteserien) - 1º gennaio 2011 - 7 dicembre 2012: Jan Jönsson - 14 dicembre 2012 - 21 luglio 2014: Per Joar Hansen - 21 luglio 2014: Kåre Ingebrigtsen | Presidenti - 2012-oggi Ivar Koteng |

## Palmarès

### Competizioni nazionali
- Campionato norvegese: 26  (record)

1967, 1969, 1971, 1985, 1988, 1990, 1992, 1993, 1994, 1995, 1996, 1997, 1998, 1999, 2000, 2001, 2002, 2003, 2004, 2006, 2009, 2010, 2015, 2016, 2017, 2018
- Coppa di Norvegia: 12  (record condiviso)

1960, 1964, 1971, 1988, 1990, 1992, 1995, 1999, 2003, 2015, 2016, 2018
- Supercoppa di Norvegia: 3  (record)

2010, 2017, 2018

### Competizioni giovanili
- Norgesmesterskapet G19: 7

1982, 2005, 2009, 2011, 2012, 2015, 2019
- Norgesmesterskapet G16: 6

2011, 2013, 2014, 2016, 2022, 2023

### Altri piazzamenti
- Campionato norvegese:

Secondo posto: 1968, 1970, 1973, 1989, 1991, 2013, 2014
Terzo posto: 1981, 2011, 2012, 2019, 2022
- Coppa di Norvegia:

Finalista: 1967, 1972, 1973, 1991, 1998, 2013
Semifinalista: 1962, 1968, 1975, 1986, 1987, 1994, 2006, 2010
- UEFA Fair Play ranking: 1

2008-2009

## Organico

### Rosa 2024
Aggiornata all'11 gennaio 2024.
| N. |                      | Ruolo | Calciatore                  |
| -- | -------------------- | ----- | --------------------------- |
| 2  | Norvegia (bandiera)  | D     | Erlend Dahl Reitan          |
| 3  | Svezia (bandiera)    | D     | Jonathan Augustinsson       |
| 6  | Finlandia (bandiera) | C     | Santeri Väänänen            |
| 7  | Norvegia (bandiera)  | C     | Markus Henriksen (capitano) |
| 8  | Norvegia (bandiera)  | C     | Tobias Børkeeiet            |
| 9  | Norvegia (bandiera)  | A     | Ole Sæter                   |
| 10 | Norvegia (bandiera)  | C     | Ole Kristian Selnæs         |
| 14 | Danimarca (bandiera) | C     | Emil Frederiksen            |
| 15 | Norvegia (bandiera)  | A     | Emil Ceide                  |
| 16 | Norvegia (bandiera)  | D     | Håkon Røsten                |
| 17 | Islanda (bandiera)   | C     | Ísak Þorvaldsson            |
| 18 | Norvegia (bandiera)  | C     | Morten Bjørlo               |

| N. |                      | Ruolo | Calciatore              |
| -- | -------------------- | ----- | ----------------------- |
| 19 | Norvegia (bandiera)  | D     | Adrian Pereira          |
| 20 | Norvegia (bandiera)  | C     | Edvard Tagseth          |
| 22 | Finlandia (bandiera) | A     | Agon Sadiku             |
| 23 | Norvegia (bandiera)  | D     | Ulrik Yttergård Jenssen |
| 24 | Norvegia (bandiera)  | P     | Sander Tangvik          |
| 25 | Svezia (bandiera)    | D     | Adam Andersson          |
| 27 | Norvegia (bandiera)  | A     | Noah Holm               |
| 32 | Norvegia (bandiera)  | D     | Leo Cornic              |
| 38 | Norvegia (bandiera)  | D     | Mikkel Ceide            |
| 39 | Norvegia (bandiera)  | C     | Marius Broholm          |
| 41 | Norvegia (bandiera)  | C     | Sverre Nypan            |
| –– | Norvegia (bandiera)  | P     | Rasmus Sandberg         |

### Staff tecnico
- Allenatore: Svein Maalen
- Assistente: Trond Henriksen
- Assistente: Roar Strand
- Preparatore dei portieri: Jørn Jamtfall